# Utetheisa comptella
Utetheisa comptella là một loài bướm đêm thuộc phân họ Arctiinae, họ Erebidae.